# Liolaemus monticola
Liolaemus monticola, la lagartija de los montes, es una especie de lagarto de la familia Iguanidae. Se encuentra en Chile.

## Descripción
Es una lagartija de tamaño mediano. Su cola representa la mitad del largo de su cuerpo. Tiene escamas dorsales pequeñas, redondeadas o sublanceoladas quilladas no terminadas en punta. Las escamas ventrales son redondeadas, imbricadas y planas. Los machos son de color café grisáceo, con una serie de líneas negruzcas de forma quebrada e irregular que se distribuyen por sobre el dorso. La hembra es de aspecto más fino, con los costados menos rojizos, y el dorso más gris.
Es omnívoro. Se alimenta de insectos, principalmente hormigas del género Camponotus, y también plantas como Baccharis spp. y Berberis empetrifolia.

## Hábitat
Se distribuye entre las regiones de Coquimbo a O'Higgins, con una distribución entre los 300 y 2200 m s. n. m.en laderas de las cordilleras de la Costa y de los Andes.

## Subespecies
Según Vásquez (2001), esta especie tendría cuatro subespecies:
- Liolaemus monticola villaricense: que habita en las cercanías del volcán Villarrica, de hábito alimentario preferentemente herbívoro. Presenta un color café oliváceo oscuro en la mayor parte de su cuerpo.
- Liolaemus monticola chillanensis: se distribuye en la cordillera de Chillán, de gran tamaño, y hábito alimentario omnívoro. Su colorido general es café plomizo.
- Liolaemus monticola ssp: se distribuye en la Cordillera de Chillán, de gran tamaño, con hábito alimentario omnívoro. Su colorido general es café plomizo.
- Liolaemus monticola monticola: Habita en los nichos rocosos cordilleranos desde Coquimbo hasta Curicó, entre los 1200 y 1500 metros de altura, su tamaño es más bien mediano con un color café grisáceo en la mayor parte de su cuerpo, forma comunidades relativamente numerosas con un hábito alimentario insectívoro.